# Pál Böhm

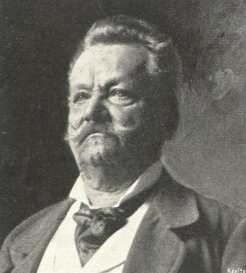
Pál Böhm

Pál Böhm (* 28. Dezember 1839 in Oradea; † 29. März 1905 in München) war ein ungarischer Maler.

## Biographie
Böhm wurde am 28. Dezember 1839 in Oradea geboren. Ab 1871 war er in München tätig, wo er auch am 29. März 1905 starb.

## Werke (Auswahl)
Böhms Werke sind der Genremalerei zuzuordnen. Sie zeigen Szenen aus dem ungarischen Bauern-, Fischer- und Zigeunerleben.

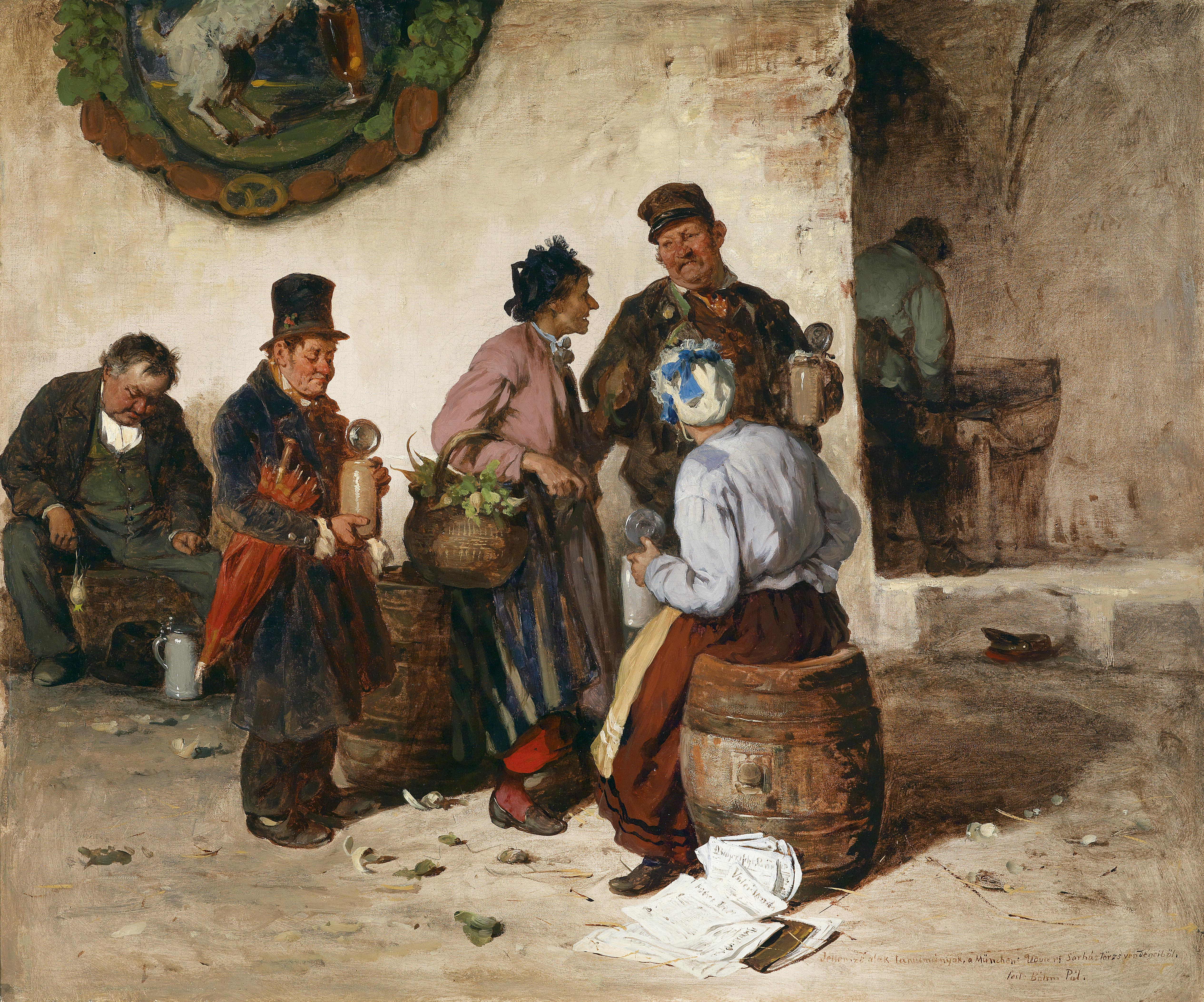
Im Münchner Hofbräuhaus
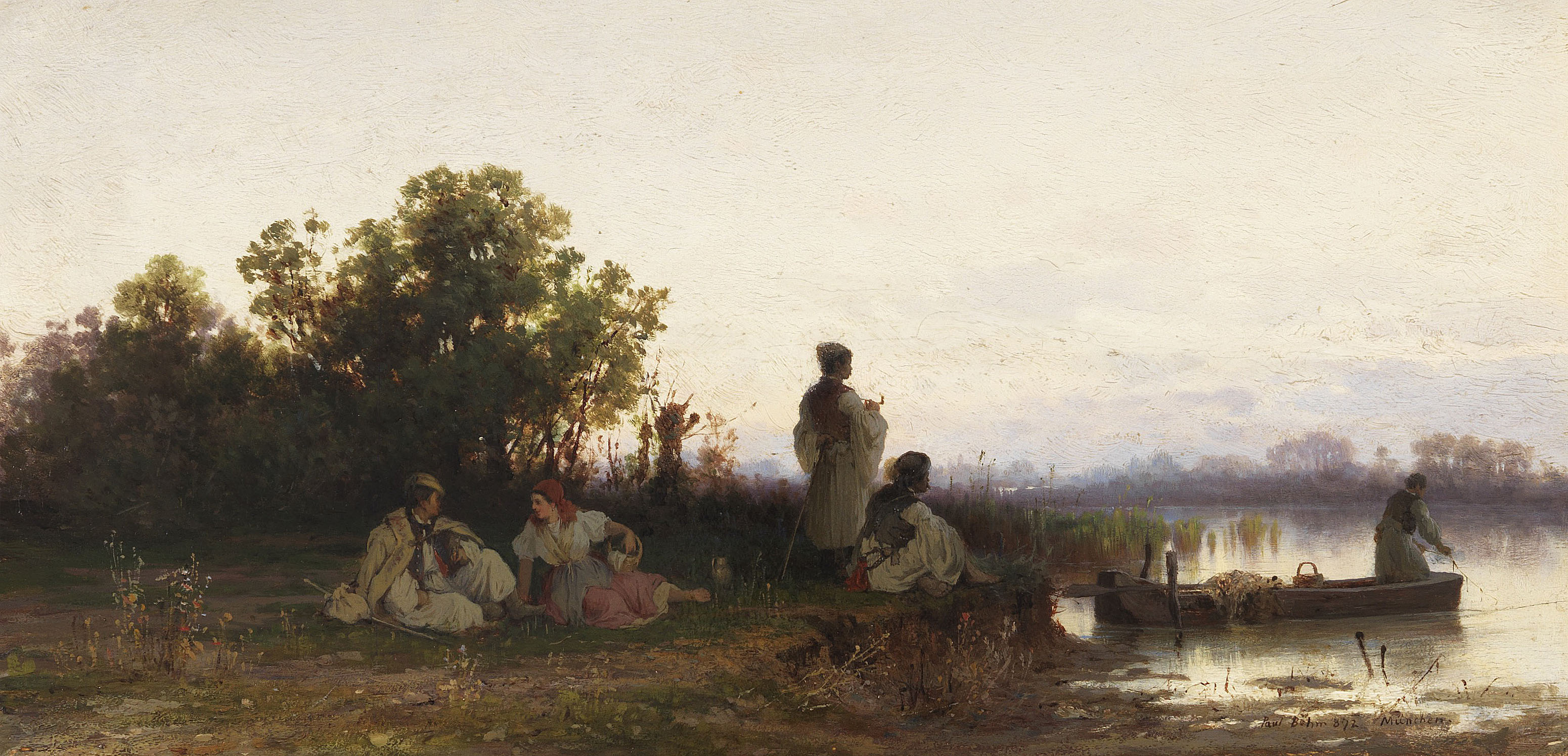
Fischer am Flussufer
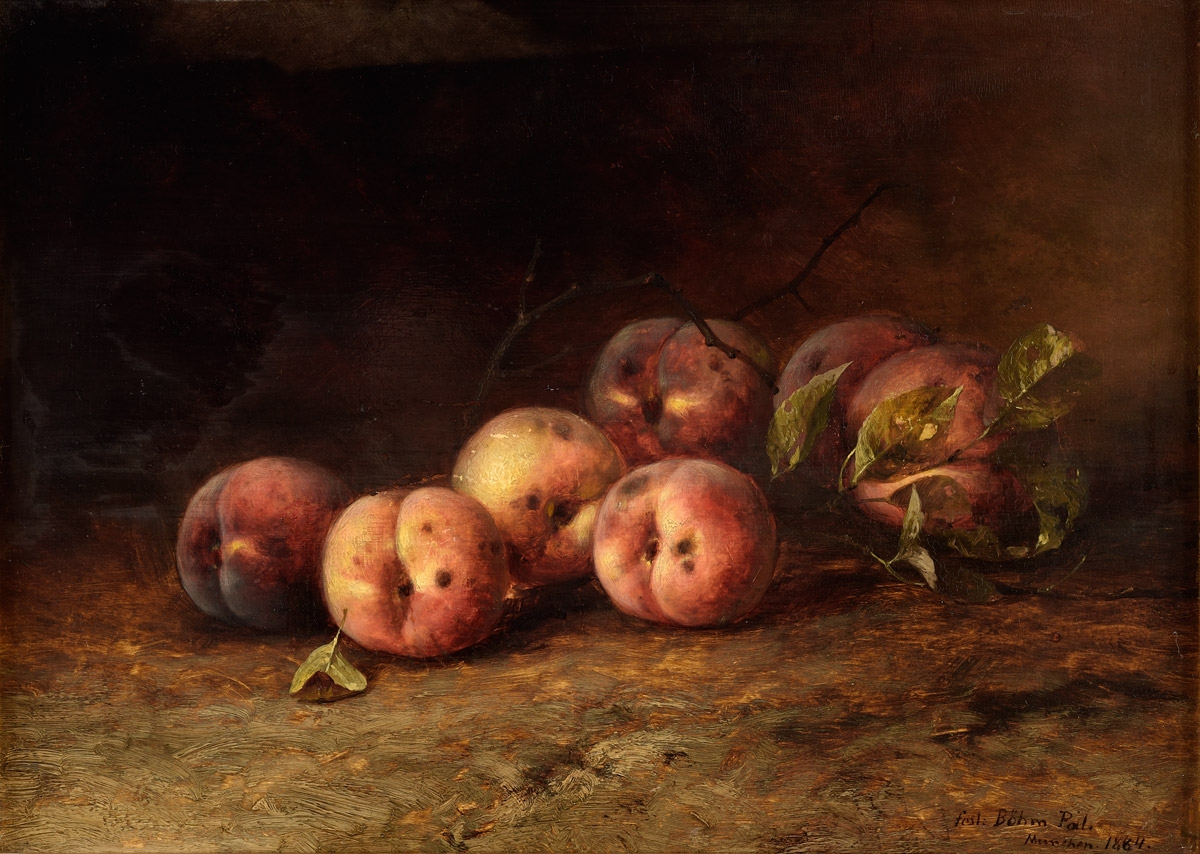
Pfirsich-Stillleben
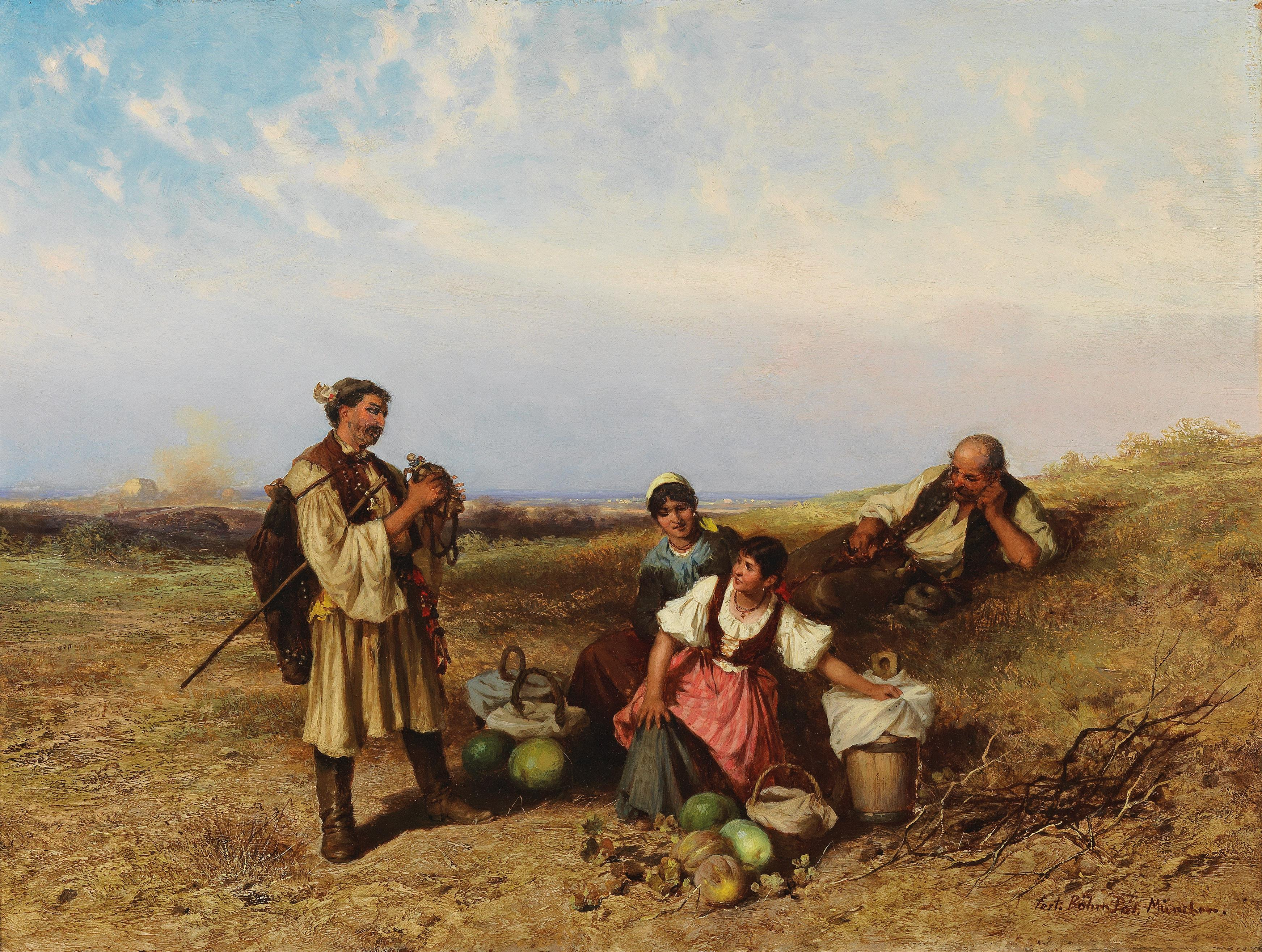
Rast am Feld
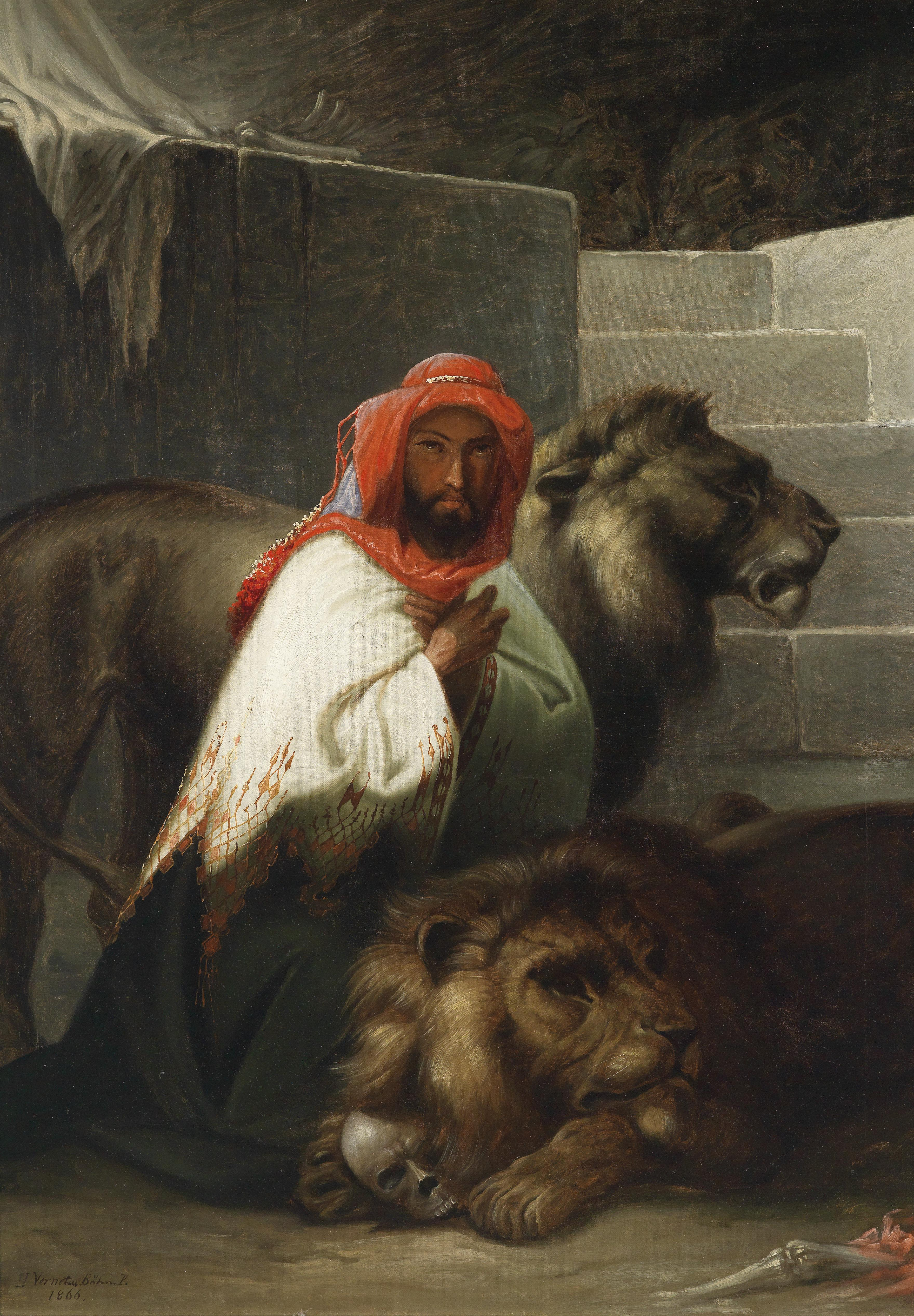
Der Löwenbändiger

Seine Werke sind unter anderem in Budapest, Köln und Manchester ausgestellt.